# Marie-Anne de La Ville
Marie-Anne de La Ville (1680-1725) est une nécromancienne et cartomancienne française.